# アフマド・サンジャル
アフマド・サンジャル（ペルシア語: احمد سنجر; Muizz ad-Dunya wa ad-Din Adud ad-Dawlah Abul-Harith Ahmad Sanjar ibn Malik-Shah、1086年11月6日 - 1157年5月8日）とは、セルジューク朝の君主（スルターン）である（在位：1118年4月18日 – 1157年5月8日）。1097年から1118年までホラーサーンを支配し、1157年に亡くなるまでスルターンの地位に就いた。
メルヴ（現在のトルクメニスタン）を首都とし、イラン、中央アジアの各地で遠征を行った。彼の死によって、いわゆる「大セルジューク朝」は実質的に滅亡する。

## 生涯

### 若年期
1086年11月6日にイラク北西部の町シンジャールでサンジャルは誕生した。文献には出生地にちなんで「サンジャル」の名前が付けられたと記されているが、東洋史学者のボスワースはサンジャルはテュルクの言語に由来する名前であり、「貫く者」「刺す者」を意味する言葉とする説を立てている。
サンジャルの父はセルジューク朝のスルターン・マリク・シャーであり、彼は兄弟のバルキヤールク、マフムード、ムハンマド・タパル、甥のマリク・シャー2世によるマリク・シャー死後の後継者争いに参加した。サンジャルの母親はテュルク系の側室であり、後継者争いでは同母兄のムハンマド・タパルに協力していた。
1097年にサンジャルは兄のバルキヤールクに従ってホラーサーン地方のバルフに遠征し、この地に駐屯して周囲の勢力と戦った。若年のサンジャルはアタベク（後見人）の保護下に置かれていたが、積極的に前線に立って戦っていた。ガズナ朝の援助を受けたムハンマド・イブン・スライマーンの反乱を平定し、1098年にトハーリスターンを支配するセルジューク朝の王子ダウラトシャーを破った。サンジャルがトハーリスターンで勢力を確立するにつれて、彼とバルキヤールク配下のホラーサーン総督ハバシュとの関係が悪化し、1100年にバルキヤールクはハバシュの要請に応えてバルフのサンジャルを攻撃した。サンジャルはバルキヤールクたちとの戦いで勝利を収め、ホラーサーンの支配権を掌握する。

### ホラーサーンの統治
1101年/1102年にサンジャルはバルキヤールクとの戦いに敗れたムハンマド・タパルをホラーサーンに迎え入れ、レイに進軍するが、サマルカンドを支配する西カラハン朝の君主ジブラーイールがサンジャルが不在にした隙を突いてホラーサーンに侵入し、テルメズを占領する事件が起きる。サンジャルは遠征から引き返してジブラーイールを捕らえ、処刑した後サマルカンドを攻撃し、1101年/1102年にカラハン朝の王族ムハンマドを傀儡の君主に据えた。
1100年からバルキヤールクとムハンマド・タパルの間で5回にわたる戦闘が行われていたが、1104年1月に和約が結ばれ、イラン中央部をバルキヤールク、アゼルバイジャン、アルメニア、イラク北部をムハンマド・タパル、ゴルガーン、ホラーサーン地方をサンジャルが統治する取り決めがされた。1104年12月にバルキヤールクは没し、彼の次男のムイズッディーン・マリク・シャーがスルターンの位を継承した。同年にムハンマド・タパルがマリク・シャーを廃位し、自らスルターンとして君臨した。ムハンマド・タパルの即位後は彼がイラン西部とイラクを中心とする国家の西部を統治し、サンジャルはホラーサーンを中心とする東部地方を統治する体制が敷かれる。
ムハンマド・タパルは各地でイスラーム勢力の要人の暗殺を繰り返すニザール派の暗殺教団の討伐を実施し、一方でバルキヤールクはニザール派の助力を得てムハンマド・タパルと戦っていたが、次第に宮廷内でニザール派が強い影響力を持つようになったため、サンジャルにニザール派の討伐を依頼した。サンジャルは1101年から1104年にかけてニザール派の討伐隊をタバスに派遣するが一掃には至らず、和平の締結にとどまり、彼の対応は寛大すぎると非難を受けた。翌1105年にニザール派の反撃を受け、ハッジに向かう巡礼者の一団が彼らに殺害された。スルターンに即位した後もサンジャルはニザール派の討伐を断続的に行い、1127年にニザール派の本拠地であるアラムートへの遠征を実施した。歴史家のジュヴァイニーが記した伝承によると、アラムートへの遠征中、起床したサンジャルの枕元に短剣が置かれており、短剣には「（ニザール派の指導者である）ハサン・サッバーフは和平を望んでいる」と書かれた紙切れが張り付けられていた。この事件に衝撃を受けたサンジャルはニザール派に使者を送り、互いに干渉しないことに同意したと伝えられている。
1107年にサンジャルはゴール朝の領土に侵入し、ゴールの支配者であるイシュズッディーン・フサインを捕らえたが、貢納と引き換えに彼を釈放した。1117年にサンジャルは長年セルジューク朝と敵対していたガズナ朝の首都ガズナを陥落させ、セルジューク朝への従属を認めるバフラーム・シャーをガズナの王位に就け、王朝の最盛期のマリク・シャー時代でも達成されなかった成果を上げた。

### セルジューク帝国の「大スルターン」として

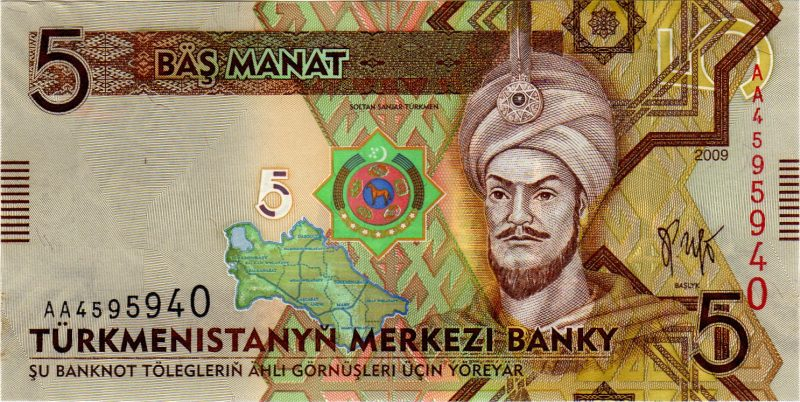
トルクメニスタンの5マナト紙幣の表面に描かれているサンジャル

1118年4月4日にムハンマド・タパルが没し、彼の子のマフムード2世がスルターンに即位した。ムハンマド・タパルの存命時、サンジャルは王子の称号である「マリク」を称し、兄を「スルターン」と呼んで宗主権を認めていたが、マフムード2世の権威には服さなかった。マフムード2世の兄弟であるマスウードとトゥグリルは彼の即位に異議を唱え、サンジャル自身もスルターンの地位をうかがっていた。一方、宮廷ではヤズドの支配者であるガルシャースプ2世を陥れる噂が広まっており、マフムード2世はヤズドに軍隊を派遣し、ガルシャースプを逮捕した。ヤズドは王領に編入され、ガルシャースプはジバールに監禁されるが脱走に成功し、義兄のサンジャルに保護を求めた。
ガルシャースプ2世はイラン中央部のマフムード2世の支配地を攻撃するようサンジャルに促し、進入の手段と先頭の作戦に助言を与えた。サンジャルは助言を受け入れ、1119年に「五人の王」とともにサーヴェの戦闘でマフムード2世を破り、ガルシャースプ2世の領土を回復した。戦闘でサンジャルを助けた「五人の王」はガルシャースプ、スィースターンの支配者、ホラズム・シャー朝の君主らであるが、残りの二名の名前は判明していない。また、サンジャルの軍隊にはニザール派の勢力も参加していた。勝利したサンジャルは娘とマフムード2世の婚姻を決め、セルジューク朝の「大スルターン」の地位と権威をマフムード2世に認めさせた。サンジャルを「大スルターン」、マフムード2世を「副スルターン」とする体制が確立され、1132年にマフムード2世が没した後もムハンマド・タパルの子孫がスルターンの地位を継承してイラクの一部とイラン西部を支配し（イラク・セルジューク朝）、サンジャルは彼ら一族のスルターン位の継承に介入した。
1121年にサンジャルはアフガニスタンのゴール朝を服属させ、1130年に再びサマルカンドを攻撃し、アルスラーン・ハンに代えて甥のマフムード・ハンを西カラハン朝の君主とした。1136年に臣従を拒否したガズナのバフラーム・シャーを攻めて再度屈服させるが、ガズナ遠征中にセルジューク軍からホラズム・シャー朝の君主アトスズが退去する事件が起き、アトスズはセルジューク朝の権威に反発する態度をとるようになった。1138年にサンジャルは懲罰としてホラズム地方を攻撃し、アトスズの軍を破り、彼の長子を殺害した。

### カトワーンの敗戦、トゥルクマーンの反乱

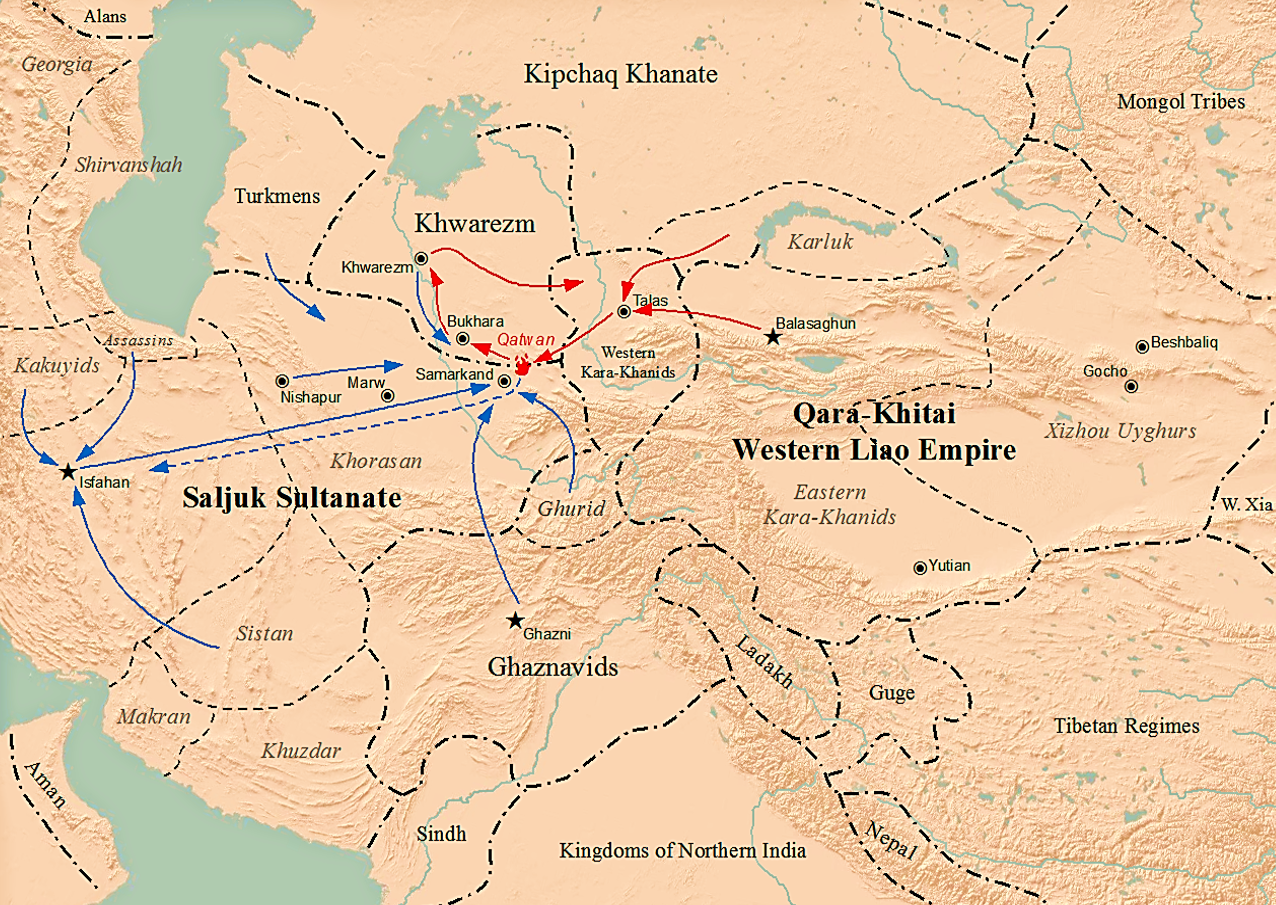
1141年のカトワーンの戦い

12世紀半ばに中国北部の遼朝が瓦解し、王族の耶律大石に率いられた一団が中央アジアに移動し、カラ・キタイ（西遼）と呼ばれる勢力を築き上げた。1137年にホジェンド近郊でマフムード・ハンはカラ・キタイに敗れ、サンジャルは彼の要請に応じて中央アジアに遠征した。1141年にサマルカンド近郊のカトワーンでサンジャルが率いるセルジューク軍とカラ・キタイ軍は交戦するが、セルジューク軍は大敗する（カトワーンの戦い）。サンジャルは15人の騎兵のみを連れて逃走し、シルダリヤ川以東のセルジューク朝の領土をすべて失った。
カトワーンでの敗戦はサンジャルの威信の低下をもたらし、彼は秩序の回復に取り組まなければならなかった。アトスズはサンジャルの敗北に乗じてメルヴを略奪し、サンジャルは1143年/1144年、1147年の二度にわたってホラズムに遠征し、再びアトスズを屈服させた。1152年にゴール朝のアラー・ウッディーンが反乱を起こし、サンジャルのハージブ（侍従）を務めるヘラート領主アリーも反乱に加わるが、サンジャルは彼らを一蹴した。
しかし、サンジャル、そしてセルジューク朝の支配はセルジューク家の出身部族であるグズと呼ばれるトゥルクマーンの集団によって崩壊する。カラ・キタイの台頭に伴って中央アジアで遊牧を営んでいたトゥルクマーンの集団がホラーサーン地方に追いやられ、移住先のバルフ近辺の放牧地でサンジャル配下のアミールと衝突した。次第にトゥルクマーンとアミールの対立は深刻化し、1153年にサンジャルはトゥルクマーンの反乱の鎮圧に向かうが、バルフ近郊の戦闘で敗北し、妃とともに捕虜とされる。サンジャルが拘束された期間は1153年7月から1156年10月/11月に及び、昼間は玉座に座らされながらも夜は牢獄に繋がれる扱いを受け、彼の惨状は国内に広く知れ渡っていた。敗北の結果、多数のトゥルクマーンが抵抗を受けずにホラーサーンに侵入し、多大な被害を与えた。
サンジャルは1156年の秋にトゥルクマーンの元から脱走してメルヴに戻るが、囚われの生活のため体力を失っていた。1157年にサンジャルは没し、遺体はメルヴの廟に埋葬された。1221年にモンゴル帝国がホラズム・シャー朝を攻撃した際、サンジャルの廟はメルヴを攻略したモンゴル軍によって破壊された。

## 死後、評価

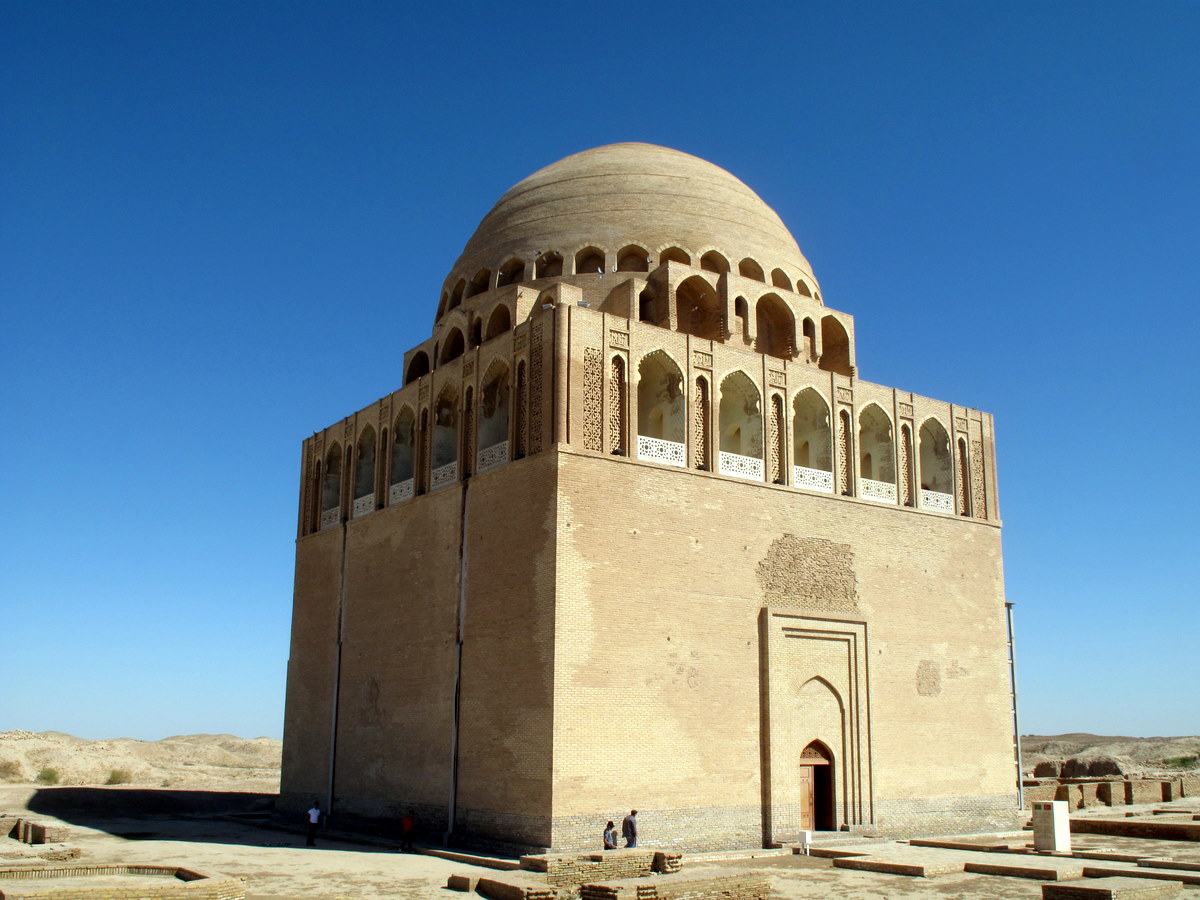
メルヴのアフマド・サンジャル廟

サンジャルの後継者となる嗣子はおらず、テュルク系の支配者、トゥルクマーンの部族勢力、その他の勢力がホラーサーンの支配を巡って争い、最終的に1192年にゴール朝、1200年代初頭にホラズム・シャー朝によって征服された。西部地方に残ったムハンマド・タパルの一族の支配領域はイラクとアゼルバイジャンにとどまり、サンジャルの死は「セルジューク帝国」の終焉となった。
モンゴル帝国の支配期以前のイスラム教徒の君主として最も在位期間が長く、イスラーム世界の史料はサンジャルの治世を王朝の黄金期と讃えている。1178年頃に編纂された『セルジューク朝史』には、イラン周辺のみならず、カシュガルからメッカ、アナトリア半島、ブルガールに至る地域でフトバにサンジャルの名前が入れられていたことが記されている。サンジャルの事績と名声は廃れず、後にホラズム・シャー朝では「第二のサンジャル」という君主号が用いられる。サンジャルはテュルク系の民族の出身であるが伝統的なイラン文化を受容し、その偉業によって『シャー・ナーメ』の神話時代の人物のように伝説化され、中世の史料には「ホスロー朝の威厳とカヤーニー朝の栄光」を備えていた人物と述べられている。
サンジャルの治下でペルシア語詩が盛んになり、彼の宮廷にはムイッズィー、ニザーミー・アルーズィー、アンワリーといった詩人が集まっていた。
2020年以降の時点で、トルクメニスタンの紙幣のうち永世中立25周年記念5マナト券の人物デザインとなっている。

## 家族

### 妻
- トゥルカン・ハトゥン - カラハン朝の君主ムハンマド・アルスラーン・ハンの娘[35]。1156年4月に没し[36]、メルヴのユースフ・ハマダーニー廟の複合施設群に埋葬された[37]。
- アブハズィーア・ハトゥン - ジョージア（グルジア）王デメトレ1世（英語版）の娘、

サンジャルの甥スルターン・ギヤースッディーン・マスウードの未亡人。マスウードの死後、1152年に結婚。

### 娘
- マー・イ・ムルク・ハトゥン（1105年 - 1122年[41]） - 1119年頃、従兄弟のマフムード2世と結婚。
- アミール・シッティ・ハトゥン（? - 1129年[41]） - アブハズィーア・ハトゥンが17歳で亡くなった後[42]、マフムード2世と結婚。マフムード2世との間に娘のゴウハル・ナサブ・カトゥンをもうける[42]。
- アミラ・ハトゥン[43] - 1124年に[44]アッバース朝のカリフ・ムスタルシドと結婚[42]。
- ゴウハル・ハトゥンは、1134年に従兄弟のギヤースッディーン・マスウードと結婚[45]。二人の間に生まれた娘は、マスウードの甥のダーウードの妻となった。ダーウードとマスウードの娘の仲は悪く、マスウードはダーウードの兄弟であるムハンマド（en）と再婚させた[42]。